# スベトラーナ・クラコワ
スベトラーナ・クラコワ（ロシア語: Светлана Кулакова、英語: Svetlana Kulakova、女性、1982年12月13日 - ）は、ロシアのプロボクサー、キックボクサーである。元WBA女子世界スーパーライト級暫定王者。

## 来歴
ニジニ・ノヴゴロド州サロフ出身。
アマチュアのキックボクサーとして活動し、2006年にはWAKOヨーロッパ女子ヘビー級で優勝。
2007年5月12日、ドイツでデビュー戦を勝利。
2007年11月15日、母国ロシアに戻り4連勝を決めた後、ボクシングから離れキック復帰。2008年にロシアチャンピオンとなる。
2008年11月に出産。
2012年9月8日、ボクシング復帰を勝利で飾る。
2013年8月24日、7戦全勝でジュディ・ワグティとWBA女子世界スーパーライト級暫定王座を争い、3-0の判定で暫定王座を獲得。
2013年11月15日、Florence Muthoni Gachauを迎えて暫定王座の初防衛戦を3-0判定で勝利し初防衛成功。
2014年6月1日、正規王者アナ・エステチェとの統一戦を行ったが、引き分けに終わる。

## 戦績
- 14戦 13勝 1KO 無敗 1分

## 獲得タイトル
- WBA女子世界スーパーライト級暫定王座（防衛2=剥奪）